# Veturi (centre commercial)
Le centre commercial Veturi (finnois : Kauppakeskus Veturi) est un centre commercial situé dans le quartier de Kymintehdas à Kuusankoski dans la municipalité de Kouvola en Finlande.

## Description
Ouvert en 2012, le centre commercial Veturi est situé le long de Valtatie 6 à Tervaskangas. 
Sa superficie est de 48 000 m².
En 2019, Veturi est le 13e plus grand centre commercial de Finlande et le plus grand centre commercial du sud-est de la Finlande et de la vallée de la Kymi, 
Environ 100 000 personnes vivent dans sa zone de chalandise, principalement dans la vallée de la Kymi.
La locomotive compte 80 magasins dont les plus importants sont K-Citymarket, K-Rauta, Clas Ohlson, Tokmanni et le cinéma Kino 123,.
Le centre compte environ 650 employés. 

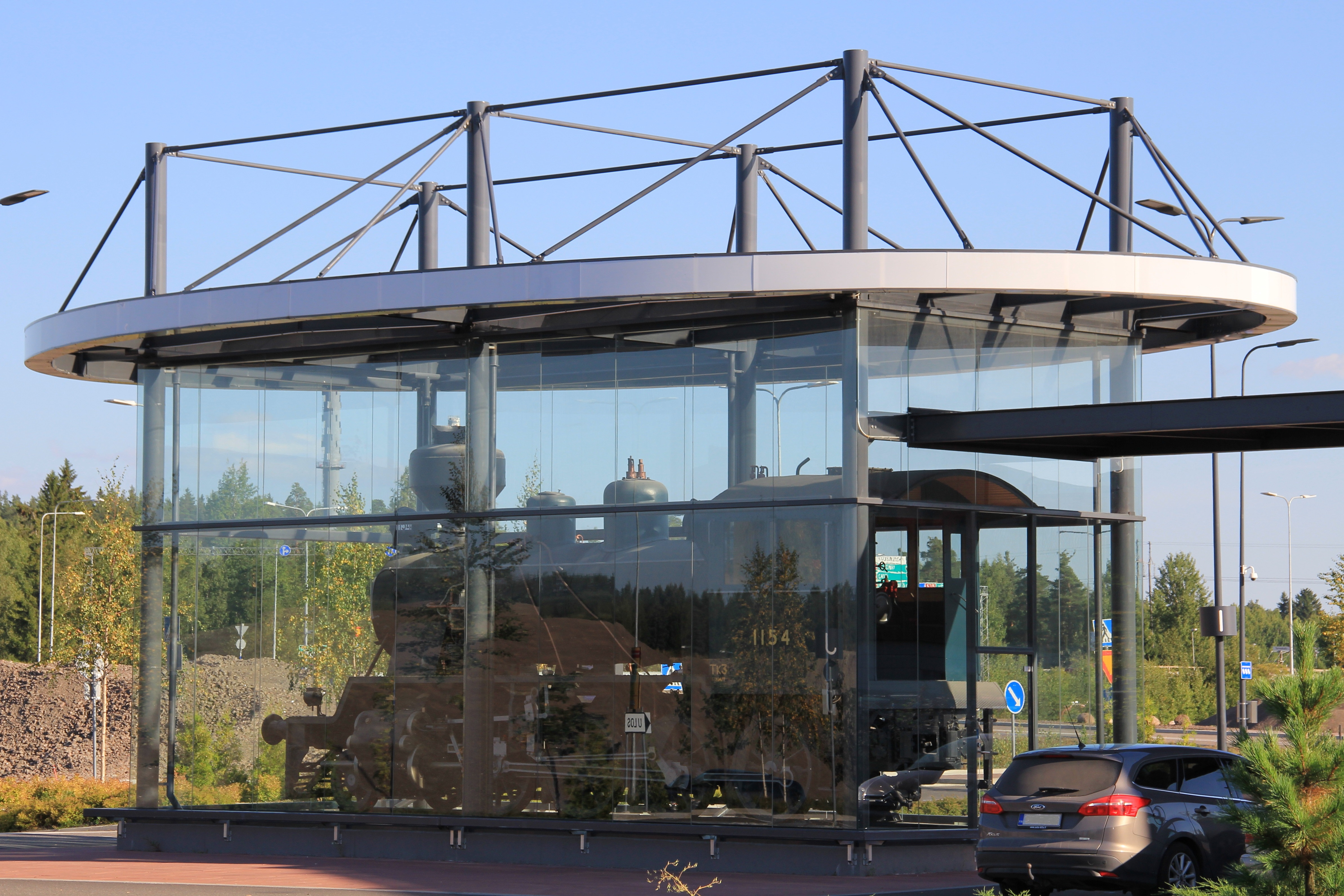
Locomotive à vapeur devant le centre commercial Veturi, Tk3 1154